# Campeonato Mundial de Ciclismo em Pista de 1966
O Campeonato Mundial UCI de Ciclismo em Pista de 1966 foi realizado na cidade de Frankfurt, na Alemanha Ocidental entre os dias 22 agosto e 4 setembro. Foram disputadas onze eventos, 9 para os homens (3 para os profissionais, 6 para amadores) e 2 para mulheres.
As provas aconteceram no  Commerzbank-Arena.

## Sumário de medalhas

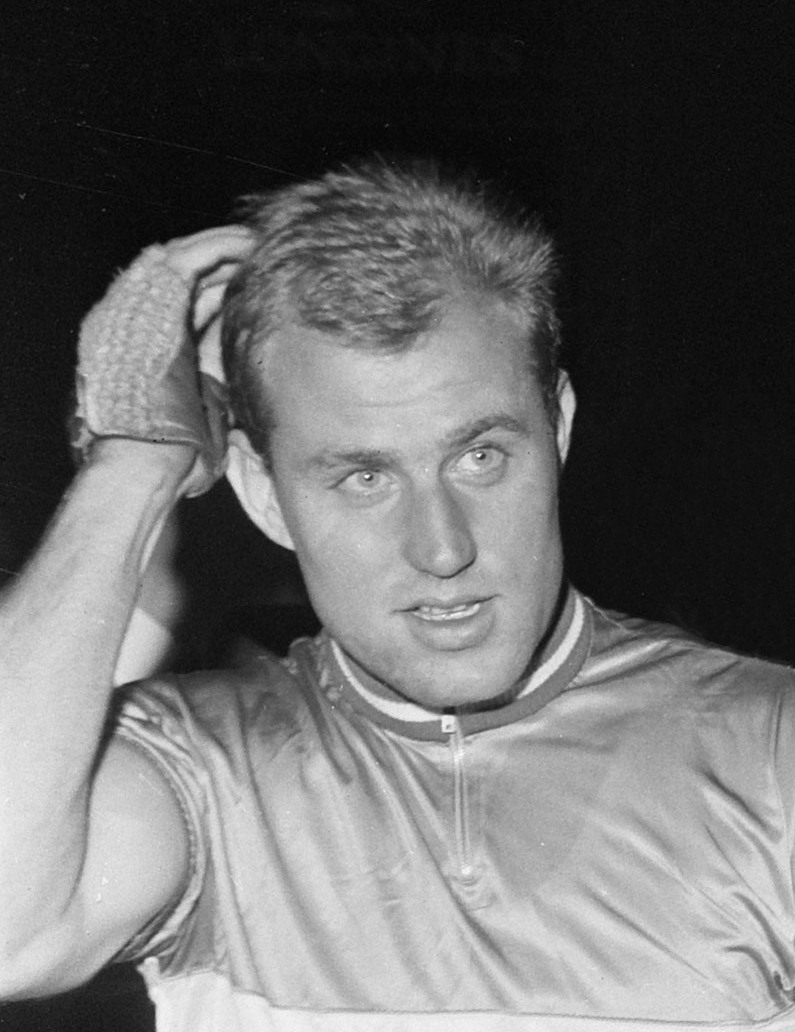
Pierre Trentin ciclista da França, vencedor da prova amadora do quilômetro contra o relógio.

| Eventos profissionais masculinos |                                                                                |                                                                                      |                                                                                          |
| Velocidade individual            | Giuseppe Beghetto · Itália                                                     | Ron Baensch · Austrália                                                              | Sante Gaiardoni · Itália                                                                 |
| Perseguição individual           | Leandro Faggin · Itália                                                        | Ferdinand Bracke · Bélgica                                                           | Dieter Kemper · Alemanha Ocidental                                                       |
| Motor-paced                      | Romain De Loof · Bélgica                                                       | Ehrenfried Rudolph · Alemanha Ocidental                                              | Leo Proost · Bélgica                                                                     |
| Eventos amadores masculinos      |                                                                                |                                                                                      |                                                                                          |
| Quilômetro contra o relógio      | Pierre Trentin · França                                                        | Paul Seye · Bélgica                                                                  | Frans Van Den Ruit · Países Baixos                                                       |
| Velocidade individual            | Daniel Morelon · França                                                        | Pierre Trentin · França                                                              | Omar Phakadze · União Soviética                                                          |
| Perseguição individual           | Tiemen Groen · Países Baixos                                                   | Jiří Daler · Tchecoslováquia                                                         | Giorgio Ursi · Itália                                                                    |
| Perseguição por equipe           | Itália · Cipriano Chemello · Antonio Castello · Luigi Roncaglia · Gino Pancini | Alemanha Ocidental · Karl-Heinz Henrichs · Herbert Honz · Jürgen Kissner · Karl Link | União Soviética · Viktor Bykov · Mikhail Kolyuschev · Stanislav Moskvin · Leonid Vukolov |
| Motor-paced                      | Piet De Wit · Países Baixos                                                    | Bert Romyn · Países Baixos                                                           | Christian Giscos · França                                                                |
| Tandem                           | França · Daniel Morelon · Pierre Trentin                                       | Alemanha Ocidental · Klaus Kobusch · Martin Stenzel                                  | Itália · Walter Gorini · Giordano Turrini                                                |
| Eventos femininos                |                                                                                |                                                                                      |                                                                                          |
| Velocidade individual            | Irina Kiritchenko · União Soviética                                            | Valentina Savina · União Soviética                                                   | Heidi Blobner · Alemanha Oriental                                                        |
| Perseguição individual           | Beryl Burton · Reino Unido                                                     | Yvonne Reynders · Bélgica                                                            | Hannelore Mattig · Alemanha Oriental                                                     |

## Quadro de medalhas

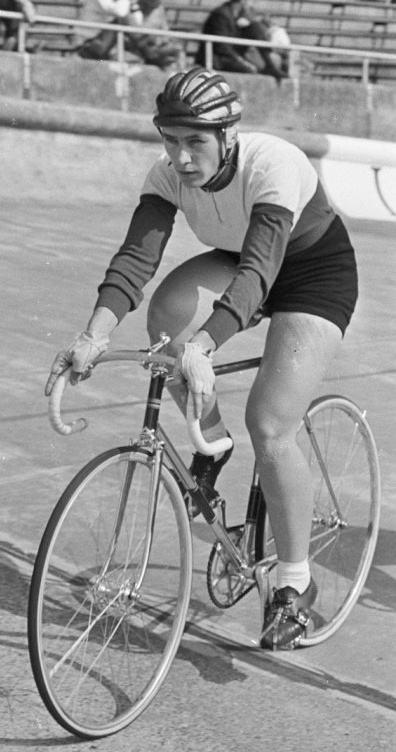
Irina Kirichenko ciclista da União Soviética vencedora da prova feminina de velocidade.

| Ordem | País               | Medalha de ouro | Medalha de prata | Medalha de bronze | Total |
| ----- | ------------------ | --------------- | ---------------- | ----------------- | ----- |
| 1     | França             | 3               | 1                | 1                 | 5     |
| 2     | Itália             | 3               | 0                | 3                 | 6     |
| 3     | Países Baixos      | 2               | 1                | 1                 | 4     |
| 4     | Bélgica            | 1               | 3                | 1                 | 5     |
| 5     | União Soviética    | 1               | 1                | 2                 | 4     |
| 6     | Reino Unido        | 1               | 0                | 0                 | 1     |
| 7     | Alemanha Ocidental | 0               | 3                | 1                 | 4     |
| 8     | Austrália          | 0               | 1                | 0                 | 1     |
| 8     | Tchecoslováquia    | 0               | 1                | 0                 | 1     |
| 10    | Alemanha Oriental  | 0               | 0                | 2                 | 2     |
|       | TOTAL              | 11              | 11               | 11                | 33    |